# Calmodulina-lisina N-metiltransferasi
La calmodulina-lisina N-metiltransferasi è un enzima appartenente alla classe delle transferasi, che catalizza la seguente reazione:
S-adenosil-L-metionina + calmodulina L-lisina ⇄ S-adenosil-L-omocisteina + calmodulina N6-metil-L-lisina
Appartiene a un gruppo di enzimi metilanti le proteine; vedi anche: istone-lisina N-metiltransferase numero EC 2.1.1.43 e [citocromo-c]-lisina N-metiltransferasi numero EC 2.1.1.59 .